# Всесвітній день поцілунків
Всесві́тній день поцілу́нків (англ. World Kiss Day або англ. World Kissing Day) — неофіційне свято, придумане в XIX столітті у Великій Британії, а 20 років тому було затверджено Організацією Об'єднаних Націй. Святкується щорічно 6 липня.

## Святкування
Цього дня у містах традиційно проводять різні конкурси поцілунків, учасники яких мають шанс виграти різні призи і подарунки («за найдовший поцілунок», «за найкрасивіший поцілунок», «за пристрасний поцілунок», «за найпристрастніший поцілунок» та ін.).